# Sweti-Dimitar-Kathedrale (Widin)

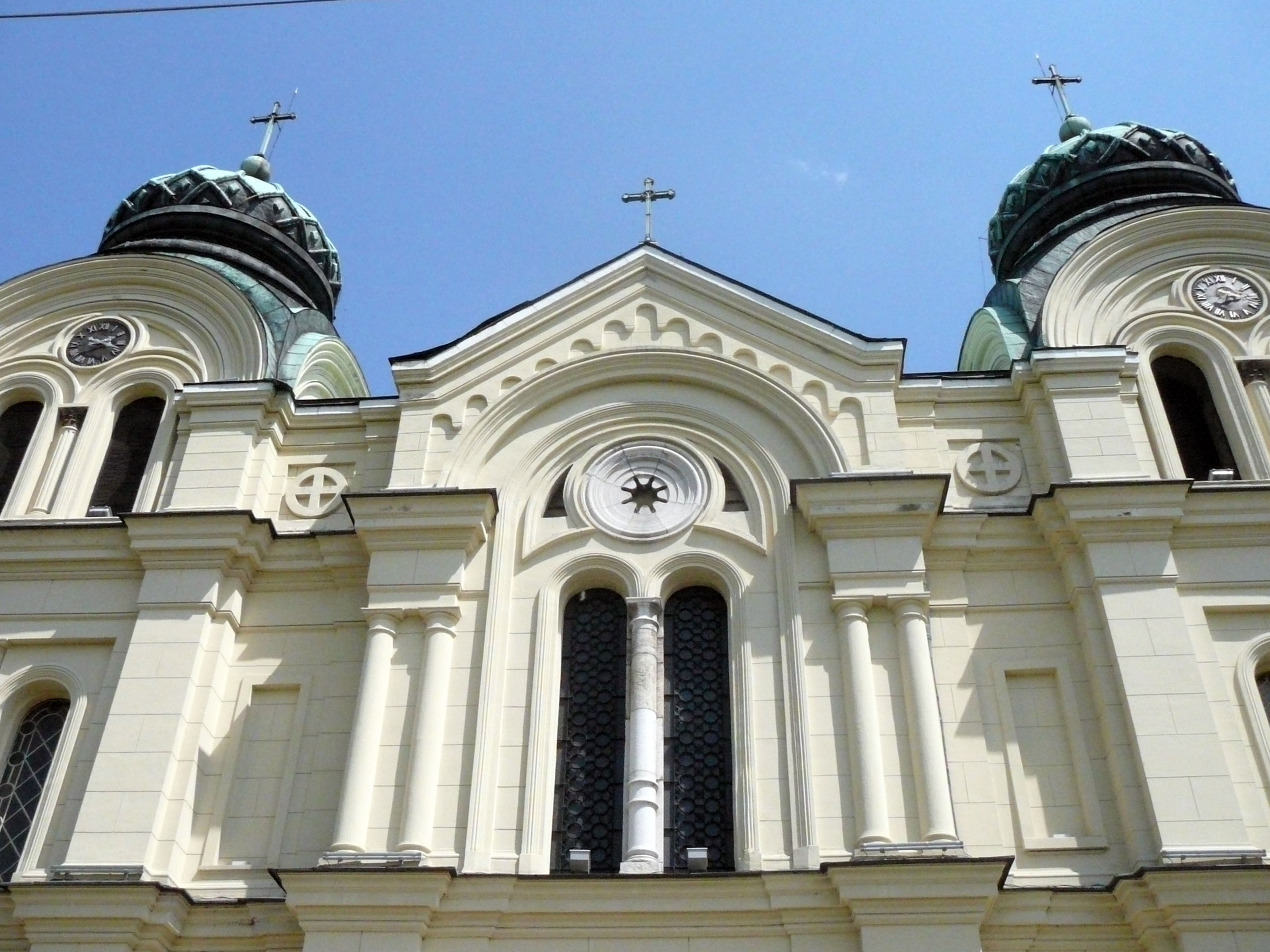
St. Dimitar in Widin

Die Kirche Sweti Dimitar (bulgarisch Свети Димитър, „Heiliger Dimitar“) ist nach der Alexander-Newski-Kathedrale in Sofia die zweitgrößte Kathedrale Bulgariens und befindet sich in Widin. Sie ist benannt nach dem Heiligen Dimitrios und ist ein kulturelles Denkmal von nationaler Bedeutung.

## Geschichte

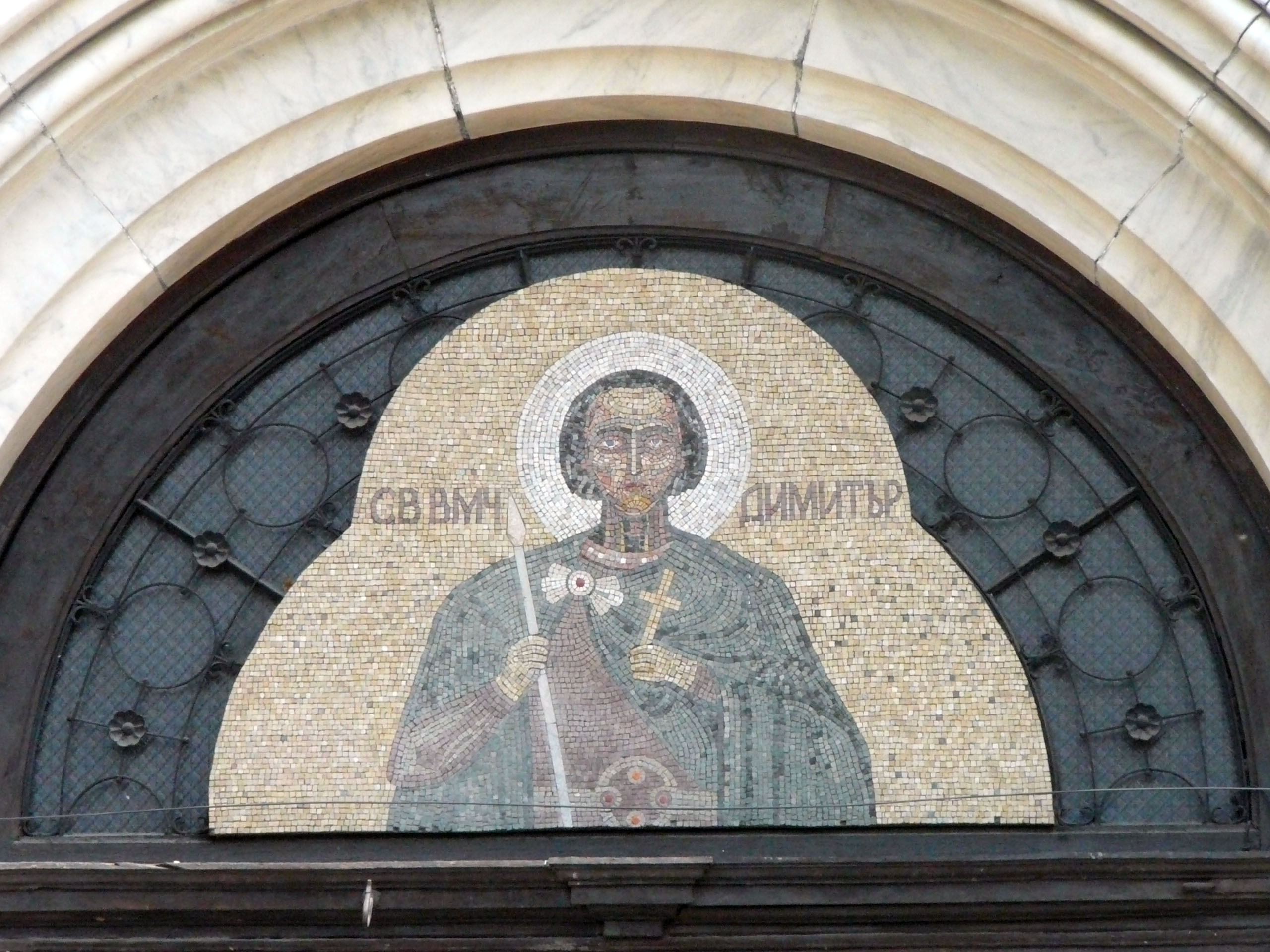
Der Hlg. Dimitrios
Darstellung des Schutzpatrons

Die ursprünglich an gleicher Stelle befindliche „Sweti Dimitar“-Kirche aus dem 17. Jahrhundert war aus Holz und existierte rund zweieinhalb Jahrhunderte.
Von historischer Bedeutung war die 1868 hier durch den Bischof von Widin, dem späteren Exarchen Anthim I. verkündete Ablösung der bischöflichen Residenz Widin vom ökumenischen Patriarchat von Konstantinopel. Dadurch galt die Kirche Sweti Dimitar und die Eparchie später als der erste autonome Teil des später gegründeten bulgarisches Exarchats.
Nachdem 1884 der Neubau entschieden wurde, erfolgte am 10. März 1885 die Grundsteinlegung für die heutige Kathedrale. 1889 wurde die alte Kirche abgerissen. Im Oktober 1900 wurde die erste Messe in Sweti Dimitar abgehalten. Die Fertigstellung des Kircheninneren wurde im Juli 1924 abgeschlossen.

## Aufbau
Sweti Dimitar ist kreuzkuppelig mit drei Längsschiffen und einem Querschiff aufgebaut. Die von vier freistehenden Pfeilern getragene Zentralkuppel ist 33 Meter hoch.